# Pareucalanus parki
Pareucalanus parki är en kräftdjursart som först beskrevs av Fleminger 1973.  Pareucalanus parki ingår i släktet Pareucalanus och familjen Eucalanidae. Inga underarter finns listade i Catalogue of Life.